# Luka Milivojević
Luka Milivojević (nascut el 7 d'abril de 1991) és un futbolista serbi que juga per Crystal Palace i la selecció sèrbia.

## Carrera

### Estrella Roja de Belgrad
Milivojević va fitxar per l'Estrella Roja de Belgrad el 19 de desembre de 2011. El 17 de novembre de 2012, Milivojević va marcar un gol impressionant contra el Partizan.

### Anderlecht
El 26 de juliol de 2013, Milivojević va signar un contracte de cinc anys amb l'Anderlecht. L'1 de setembre de 2014 se va anunciar que Milivojević s'havia anat a préstec a l'Olympiacos.

### Olympiakos
El 4 de juny de 2015, l'Anderlecht va confirmar que havia arribat a un acord amb l'Olympiacos per al traspàs definitiu de Luka Milivojević.

### Crystal Palace
El 31 de gener de 2017, Milivojević va signar per Crystal Palace un contracte de tres anys i mig per gairebé 16 milions d'euros.

## Palmarès
Estrella Roja de Belgrad
- Copa Sèrbia: 2011-12

Anderlecht
- Jupiler League: 2013-14
- Supercopa belga: 2014

Olympiacos
- Superliga Grega: 2014-15, 2016-17
- Copa Grega: 2014-15